# Cheiridium museorum
Cheiridium museorum ist eine Art der Pseudoskorpione und kosmopolitisch verbreitet.

## Merkmale
Mit einer Körperlänge von 1,1 mm handelt es sich um den kleinsten heimischen Pseudoskorpion. Die Grundfärbung ist bräunlich bis gelblich. Das dreieckige Prosoma ist durch eine Quernaht geteilt, die Platten auf dem Rücken sind in der Mitte unterbrochen, und die Hälften sind im vorderen Teil in einem stumpfen Winkel gegeneinander geknickt, was das vordere Opisthosoma eingedrückt erscheinen lässt.

## Verbreitung
Das Verbreitungsgebiet der Art ist nicht vollständig bekannt. Nachweise gibt es aus Großbritannien, Irland, Frankreich, Belgien, Norwegen, Schweden, Estland, Deutschland, der Schweiz, Österreich, Norditalien, Algerien, Russland und China. Darüber hinaus ist die Art vermutlich noch weiter verbreitet, vor allem in Osteuropa, Südosteuropa und Nordasien. Eingeführt wurde sie darüber hinaus im Nordosten der Vereinigten Staaten und in Teilen des südlichen bis zentralen Afrikas, wie Südafrika, Mosambik und der Demokratischen Republik Kongo. Ob die Vorkommen in Indien, Pakistan und Kirgisistan natürlichen Ursprungs sind oder auf Verschleppungen basieren, ist nicht bekannt.

## Lebensweise
Die winzigen Tiere leben meist in Ställen, Schuppen, Gartenhäusern oder Vogelnestern und fallen auf, wenn sie an einer weiß getünchten Wand umherlaufen. Dabei strecken sie ihre Scheren wie einen Blindenstock nach vorne. Gewöhnlich leben sie aber in engen Spalten, wo sie sich räuberisch von noch kleineren Tieren wie Staubläusen und vor allem Milben ernähren. Sie töten die Beute mit Gift, dessen Ausführgänge in den Scherenhänden (Pedipalpen) münden. Die Weibchen bewachen und ernähren die Brut in einem aus Staubteilchen und Gespinst gefertigten Nest. Die Spinndrüsen befinden sich an den Cheliceren.

## Taxonomie
Die Art wurde 1817 von William Elford Leach unter dem Namen Chelifer museorum erstbeschrieben. Das Typusexemplar stammt aus Großbritannien. Ein Synonym der Art lautet Chelifer nepoides Herman, 1804.